# Radikal 149
Radikal 149 mit der Bedeutung „sprechen“ ist eines von 20 der 214 traditionellen Radikale der chinesischen Schrift, die mit sieben Strichen geschrieben werden.
Mit 219 Zeichenverbindungen in Mathews’ Chinese-English Dictionary gibt es sehr viele Schriftzeichen, die unter diesem Radikal im Lexikon zu finden sind.
Das Radikal sprechen nimmt nur in der Langzeichen-Liste traditioneller Radikale, die aus 214 Radikalen besteht, die 149. Position ein. In modernen Kurzzeichen-Wörterbüchern kann es sich jedoch an ganz anderer Stelle befinden. Im Neuen chinesisch-deutschen Wörterbuch aus der Volksrepublik China steht es zum Beispiel an 185. Stelle.
Das Schriftzeichen entwickelte sich aus der bildlichen Darstellung eines Mundes, aus dem Worte hervorkommen.
Schriftzeichen mit dem Radikal 言 stellen einen Sinnzusammenhang von sprechen und reden her wie zum Beispiel 誓 (= schwören), 警 (= warnen) und 誉 (= Ruhm). 誊 (= abschreiben) hat ebenfalls mit Worten, zu tun, solchen, die abgeschrieben werden. Seit der Zeichenverkürzung in China ordnen das Xinhua-Wörterbuch und das Xiandai Hanyu Cidian und andere 言 zusammen mit seiner heute als Komponente gebräuchlichen Kurzform 讠in eine Abteilung ein.
Schreibvariante des Radikals: 訁 (steht immer links).
Das Kurzzeichen des Radikals 149 ist 讠; mit 訁 werden Zeichenverbindungen von U+8A01 bis 讟 U+8B9F codiert, anschließend daran mit 讠 von U+8BA0 bis 谶 U+8C36.

## Schriftzeichenverbindungen, die vom Radikal 149 regiert werden
| Striche | Zeichen |                                                                      |
| ------- | --- | -------------------------------------------------------------------- |
| +0      | 言 訁 | 讠                                                                   |
| +02     | 䚮 䚯 䚰 訂 訃 訄 訅 訆 訇 計 | 计 订 讣 认 讥                                                       |
| +03     | 䚱 䚲 訉 訊 訋 訌 訍 討 訏 訐 訑 訒 訓 訔 訕 訖 託 記 訙 訚 | 讦 讧 讨 让 讪 讫 讬 训 议 讯 记 讱                                  |
| +04     | 䚳 䚴 䚵 䚶 䚷 䚸 䚹 䚺 䚻 䚼 䚽 䚾 䚿 䛀 䛁 䛂 䛃 䜣 訛 訜 訝 訞 訟 訠 訡 訢 訣 訤 訥 訦 訧 訨 訩 訪 訫 訬 設 訮 訯 訰 許 訲 訳                                                                | 讲 讳 讴 讵 讶 讷 许 讹 论 讻 讼 讽 设 访 诀                         |
| +05     | 䛄 䛅 䛆 䛇 䛈 䛉 䛊 䛋 䛌 䛍 䛎 䛏 䛐 䛑 䛒 䛓 訴 訵 訶 訷 訸 訹 診 註 証 訽 訾 訿 詀 詁 詂 詃 詄 詅 詆 詇 詈 詉 詊 詋 詌 詍 詎 詏 詐 詑 詒 詓 詔 評 詖 詗 詘 詙 詚 詛 詜 詝 詞 詟 詠          | 证 诂 诃 评 诅 识 诇 诈 诉 诊 诋 诌 词 诎 诏 诐 译 诒                |
| +06     | 䛔 䛕 䛖 䛗 䛘 䛙 䛚 䛛 䛜 䜤 詡 詢 詣 詤 詥 試 詧 詨 詩 詪 詫 詬 詭 詮 詯 詰 話 該 詳 詴 詵 詶 詷 詸 詹 詺 詻 詼 詽 詾 詿 誀 誁 誂 誃 誄 誅 誆 誇 誈 誉 誊                                     | 诓 诔 试 诖 诗 诘 诙 诚 诛 诜 话 诞 诟 诠 诡 询 诣 诤 该 详 诧 诨 诩 |
| +07     | 䛝 䛞 䛟 䛠 䛡 䛢 䛣 䛤 䛥 䛦 䛧 䛨 誋 誌 認 誎 誏 誐 誑 誒 誓 誔 誕 誖 誗 誘 誙 誚 誛 誜 誝 語 誟 誠 誡 誢 誣 誤 誥 誦 誧 誨 誩 說 誫 説 読 誮 說 說                                           | 诪 诫 诬 语 诮 误 诰 诱 诲 诳 说 诵 诶                               |
| +08     | 䛩 䛪 䛫 䛬 䛭 䛮 䛯 䛰 䛱 䛲 䛳 䛴 䛵 䛶 䛷 䛸 䜥 誯 誰 誱 課 誳 誴 誵 誶 誷 誸 誹 誺 誻 誼 誽 誾 調 諀 諁 諂 諃 諄 諅 諆 談 諈 諉 諊 請 諌 諍 諎 諏 諐 諑 諒 諓 諔 諕 論 諗 諘 諙 諚 諩 論 諒 | 请 诸 诹 诺 读 诼 诽 课 诿 谀 谁 谂 调 谄 谅 谆 谇 谈 谉 谊          |
| +09     | 䛹 䛺 䛻 䛼 䛽 諛 諜 諝 諞 諟 諠 諡 諢 諣 諤 諥 諦 諧 諨 諪 諫 諬 諭 諮 諯 諰 諱 諲 諳 諴 諵 諶 諷 諸 諹 諺 諻 諼 諽 諾 諿 謀 謁 謂 謃 諾 諸                                                    | 谋 谌 谍 谎 谏 谐 谑 谒 谓 谔 谕 谖 谗 谘 谙 谚 谛 谜 谝 谞          |
| +10     | 䛾 䛿 䜀 䜁 䜂 䜦 䜧 謄 謅 謆 謇 謈 謉 謊 謋 謌 謍 謎 謏 謐 謑 謒 謓 謔 謕 謖 謗 謘 謙 謚 講 謜 謝 謞 謟 謠 謡 謢                                                                               | 谟 谠 谡 谢 谣 谤 谥 谦 谧                                           |
| +11     | 䜃 䜄 䜅 䜆 䜇 䜈 䜉 䜊 䜨 謣 謤 謥 謦 謧 謨 謩 謪 謫 謬 謭 謮 謯 謰 謱 謲 謳 謴 謵 謶 謷 謸 謹 謺 謻 謼 謽 謾                                                                                  | 谨 谩 谪 谫 谬                                                       |
| +12     | 䜋 䜌 䜍 䜎 䜏 䜐 䜑 謿 譀 譁 譂 譃 譄 譅 譆 譇 譈 證 譊 譋 譌 譎 譏 譐 譑 譒 譓 譔 譕 譖 譗 識 譙 譚 譛 譜                                                                                     | 谭 谮 谯 谰 谱 谲 識                                                 |
| +13     | 䜒 䜓 䜔 䜕 䜖 䜗 䜘 譍 譝 譞 譟 譠 譡 譢 譣 譤 譥 警 譧 譨 譩 譪 譫 譬 譭 譮 譯 議 譱 譲 | 谳 谴 谵                                                             |
| +14     | 䜙 䜚 䜛 䜜 䜝 䜞 譳 譴 譵 譶 護 譸 譹 譺 譻 譼 譽 |                                                                      |
| +15     | 䜟 䜠 䜡 譾 譿 讀 讁 讂 讃 讄 讅 讀 |                                                                      |
| +16     | 䜢 䜩 讆 讇 讈 讉 變 讋 讌 讍 讎 讏 讐 |                                                                      |
| +17     | 讑 讒 讓 讔 讕 讖 | 谶                                                                   |
| +18     | 讗 讘 讙 |                                                                      |
| +19     | 讚 讛 |                                                                      |
| +20     | 讜 讝 讞 |                                                                      |
| +22     | 讟 |                                                                      |

 Im Unicodeblock Kangxi-Radikale ist das Radikal 149 unter der Codepointnummer 12.180 (U+2F94) codiert.